# Список глав государств в 631 году
Список глав государств в 630 году — 631 год — Список глав государств в 632 году — Список глав государств по годам

## Африка
- Аксумское царство — Армах, негус (614 — ок. 640)

## Америка
- Баакульское царство — К’инич Ханааб Пакаль, царь (615—683)
- Бонампак — Ах-Ольналь, божественный царь (605—610, 611 — ок. 643)
- Канульское царство — Йукно’м …ль, священный владыка (631—636)
- Дос-Пилас — Б'алах Чан К'авиль, царь (629—692)
- Караколь — Кан II, царь (618—658)
- Шукууп (Копан) — К’ак'-Ути-Виц'-К’авиль, царь (628—695)
- Яшчилан (Пачан) — Яшун-Балам III, божественный царь (628—681)

## Азия
- Абхазия (Абазгия) — Барук, князь (ок. 610 — ок. 640)
- Гассаниды — Джабала V ибн аль-Харит, царь (628—632)
- Грузия —
  - Картли — Адарнасе I, эрисмтавар (627—637)
  - Кахетия — Адарнасе I, князь (580—637)
  - Тао-Кларджети — Гурам II, князь (619—678)
- Дханьявади — Тюрия Тета, царь[англ.] (618—640)
- Западно-тюркский каганат —
  - Кюлюг-Сибир хан, каган (630—631)
  - Сы-Джабгу хан, каган (631—633)
- Индия —
  - Бадами (Западные Чалукья) — Сатьяшрая Пулакешин II, махараджа (609—642)
  - Венги (Восточные Чалукья) — Кубджа Вишнувардхана I, махараджа (624—641)
  - Западные Ганги — Шривикрама, махараджа (629—654)
  - Кашмир — Дурлабхавардхана, махараджа[нем.] (ок. 625 — ок. 661)
  - Маитрака — Дхарасена III, махараджа[англ.] (ок. 626 — ок. 640)
  - Паллавы (Анандадеша) — Махамалла Нарасимхаварман I, махараджа (630—668)
  - Пандья — Сезиян Сендан, раджа (620—640)
  - Хагда — Хагдодияма, царь[англ.] (626—640)
  - Империя Харша — Харша, царь (606—646)
- Камарупа — Бхаскарварман, царь (600—650)
- Китай (Династия Тан) — Тай-цзун (Ли Шиминь), император (626—649)
- Корея (Период Трех государств):
  - Когурё — Йонню, тхэван (618—642)
  - Пэкче — Му, король (600—641)
  - Силла — Чинпхён, ван (579—632)
- Паган — Попа Сорахан, король[англ.] (613—640)
- Персия (Сасаниды) —
  - Азармедохт, царица (630—631)
  - Йездигерд III, шахиншах (631—651)
- Раджарата (Анурадхапура) — Аггабодхи III, король (623), (624—640)
- Тарума — Линггаварман, царь (628 — 650)
- Тибет — Сонгцэн Гампо, царь (617—650)
- Тогон — Муюн Фуюнь, правитель (597—635)
- Тямпа — Канхарпадхарма, князь (629 — ок. 640)
- Ченла — Бхававарман II, раджа (628—657)
- Япония — Дзёмэй, император (629—641)

## Европа
- Англия — Эдвин Святой, бретвальда (616—633)
  - Восточная Англия — Сигеберт, король (629—634)
  - Думнония — Клемен ап Бледрик, король (613—633)
  - Кент — Эдбальд, король (616—640)
  - Мерсия — Пенда, король (626—655)
  - Нортумбрия — Эдвин Святой, король (616—633)
  - Регед —
    - Северный Регед — Ройд ап Рин, король (616—638)
    - Южный Регед — Тегид ап Гвайд, король (613—654)

  - Уэссекс — Кинегильс, король (611—643)
  - Эссекс — Сигеберт I, король (623—653)
- Арморика — Саломон II, король (612—658)
- Бро Варох — Канао II, король (594—635)
- Вестготское королевство —
  - Свинтила, король (621—631)
  - Сисенанд, король (631—636)
- Византийская империя — Ираклий I, император (610—641)
  - Африканский экзархат — Григорий, экзарх (610—647)
  - Равеннский экзархат — Исаак, экзарх (625—643)
- Домнония — Юдикаэль, король (610—640)
- Ирландия — Домналл мак Аэд, верховный король (628—642)
  - Айлех — Эрнан мак Фьяхнаи, король (630—636)
  - Коннахт — Рагаллах, король (ок. 622—649)
  - Лейнстер — Кримтанн мак Аэдо, король (624—633)
  - Мунстер — Файльбе Фланн, король (628—637)
  - Ольстер — Конгал Каех, король (627—637)
- Лангобардское королевство — Ариоальд, король (626—636)
  - Беневенто — Арехис I, герцог (591—641)
  - Сполето — Теоделап, герцог (602—650)
  - Фриуль — Газульф II, герцог (617—651)
- Папский престол — Гонорий I, папа римский (625—638)
- Само государство — Само, князь (623—658)
- Уэльс —
  - Брихейниог — Риваллон ап Идваллон, король (620—650)
  - Гвинед — Кадваллон ап Кадван, король (625—634)
  - Дивед — Ноуи Старый, король (615—650)
  - Поуис — Эйлит ап Кинан, король (613—642)
- Франкское королевство — Дагоберт I, король (629—639)
  - Австразия —
    - Пипин Ланденский, майордом (623 — 629), (639—640)

  - Аквитания — Хариберт II, король (629—632)
  - Нейстрия —
    - Гундоланд, майордом (612—639)

  - Бавария — Гримальдо I, герцог (630—640)
  - Васкония — Эгина, герцог (626—638)
  - Тюрингия — Радульф, герцог (631 — ок. 642)
- Фризия — Аудульф, король (600 — ?)
- Швеция — Анунд, король (? — ок. 640)
- Шотландия —
  - Дал Риада — Домналл I Конопатый, король (629—642)
  - Пикты —
    - Киниох, король (620—631)
    - Гартнарт III, король (631—635)

  - Стратклайд (Альт Клуит) — Бели ап Нехтон, король (621—640)

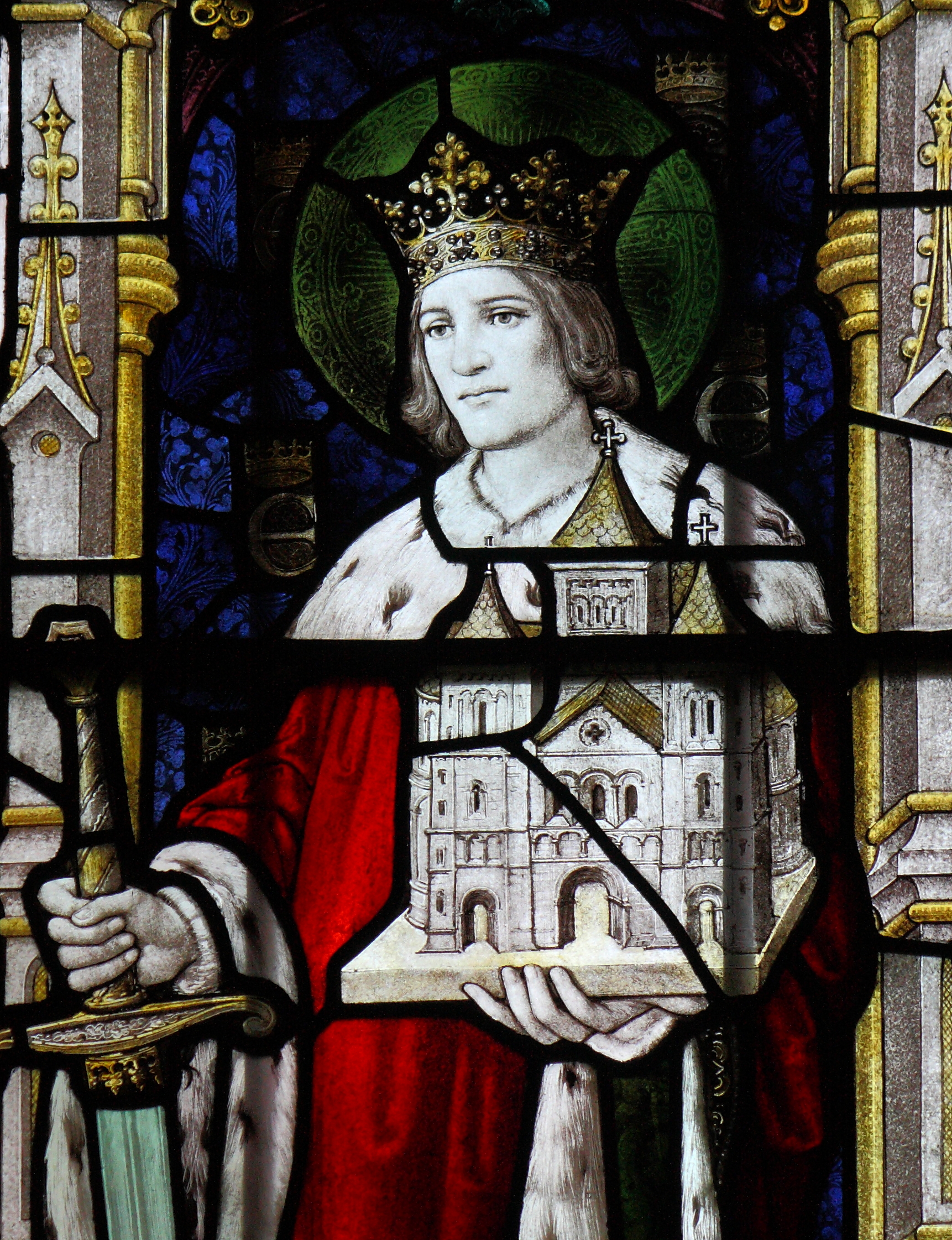
Эдвин Святой 616—633 Король Нортумбрии
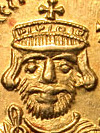
Ираклий 610—641 Император Византии
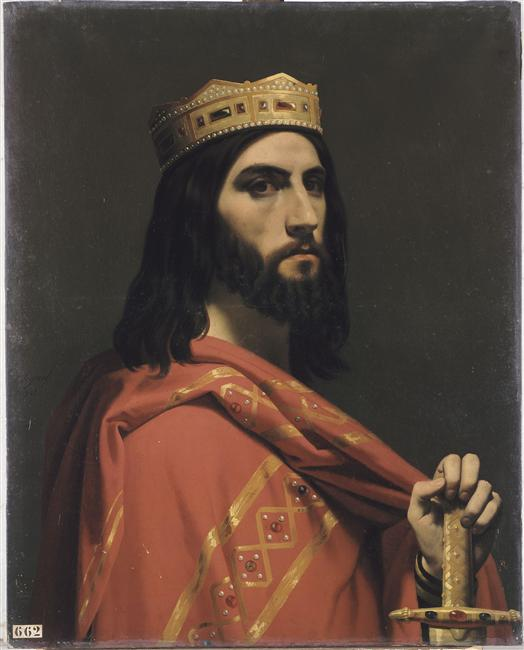
Дагоберт I 629—639 Король франков
Тай-цзун 626—649 Император Китая
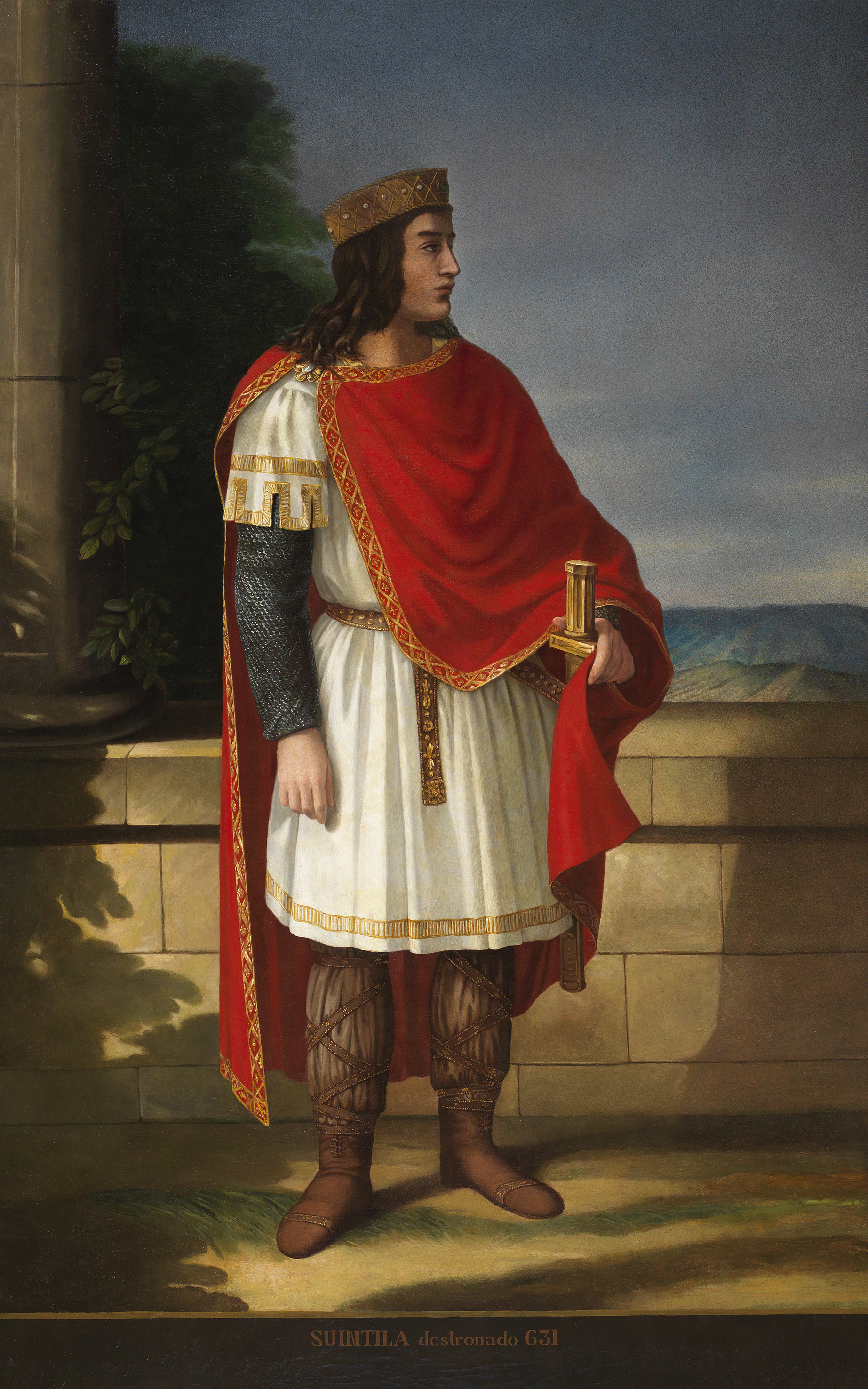
Свинтила 621—631 Король вестготов
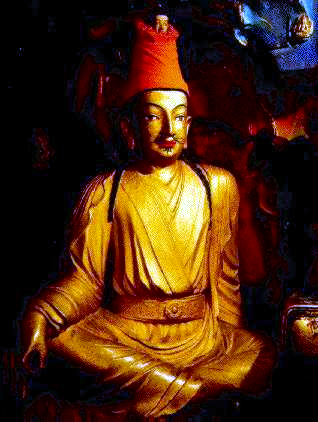
Сонгцэн Гампо 617—650 Царь Тибета
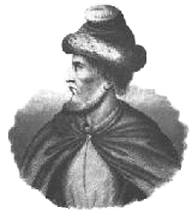
Само 623—658 Правитель государства Само
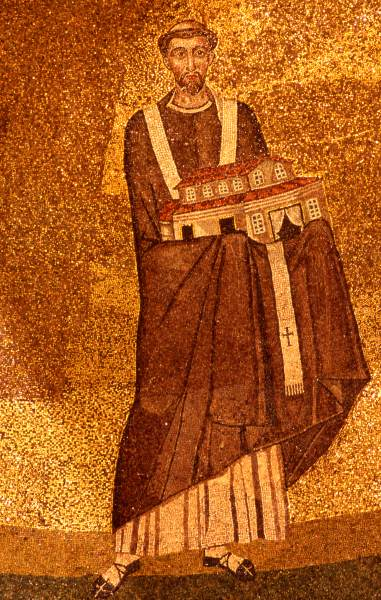
Гонорий I 625—638 Папа римский